# Bag de ens facader
Bag de ens facader er en dokumentarfilm fra 1961 instrueret af Peter Weiss efter manuskript af Eva Rée Hinrichsen og Peter Weiss.

## Handling
Dokumentarisk reportage om den moderne forstad og dens mennesker. Gennem interviews med nogle af beboerne forsøger filmen at skildre deres miljø set indefra. Giver de lyse og funktionalistiske boliger med kollektivsamfundets lettelser og goder dem mulighed for en personlig frihed, og skaber det tilfredse mennesker? Eller betyder forenklingen i den daglige tilværelse, at menneskene bliver konforme, deres livsvaner, miljø og levevilkår stereotype? Indbyggere i forstadskvarteret Rødovre bliver interviewet om deres forhold til dette miljø.